# Typ 11 70-mm-Infanterie-Mörser
Der Typ 11 70-mm-Infanterie-Mörser (japanisch 十一年式曲射歩兵砲 Jūichinen-shiki kyokusha hoheihō, deutsch ‚Typ 11 Steilfeuer-Infanteriegeschütz‘) war ein Mörser, der vom Kaiserlich Japanischen Heer im Zweiten Japanisch-Chinesischen Krieg und im Pazifikkrieg von 1922 bis 1945 eingesetzt wurde. Die Bezeichnung Typ 11 deutet dabei auf das Jahr der Truppeneinführung, dem 11. Jahr der Herrschaft von Kaiser Taishō bzw. 1922 nach gregorianischem Kalender, hin.

## Geschichte

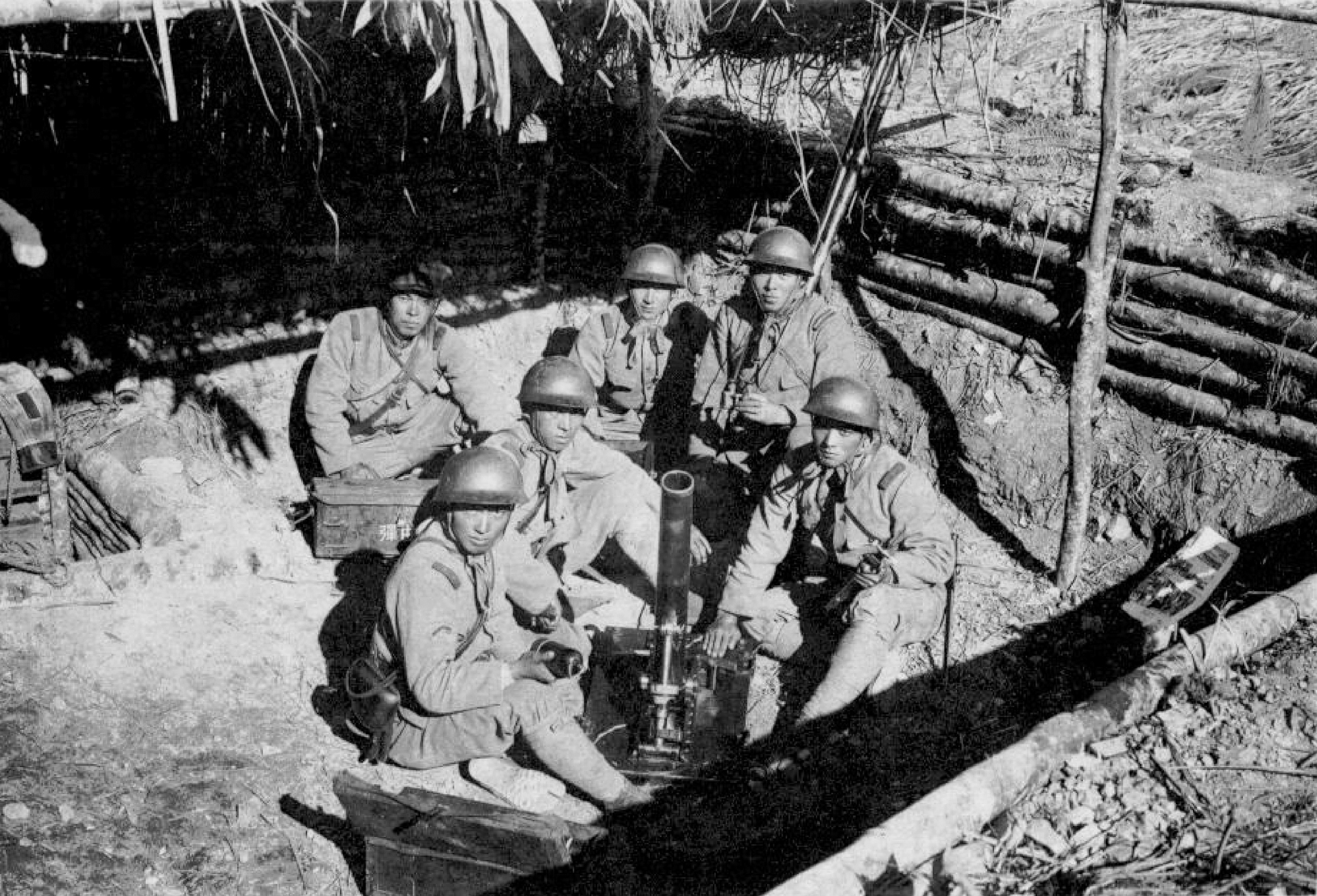
Ein Typ 11 70-mm-Infanterie-Mörser mit seiner Besatzung während der Wushe-Rebellion 1930.

Während des Ersten Weltkrieges hatte sich der Einsatz tragbarer Mörser für die Infanterie bewährt und alle Nationen, u. a. das Kaiserreich Japan, waren an der Beschaffung derartiger Waffen stark interessiert. Das japanische Heer unterschied die neuen Waffen in zwei Kategorien: Infanterie-Mörser für dieselbe, und Graben- und Belagerungsmörser. 1922 wurde der erste in Japan hergestellte Infanterie-Mörser mit einem Kaliber von 70 mm entwickelt und erhielt die Bezeichnung Typ 11 70-mm-Infanterie-Mörser. Das Design basierte hauptsächlich auf den Modellen, die gegen Ende des Weltkrieges im Einsatz gewesen waren wie dem Leichter Minenwerfer System Lanz 9,15 cm oder dem Leichter Minenwerfer 7,58 cm. Jedem Infanterie-Bataillon wurde anschließend eine Feuernahunterstützungs-Kompanie zugeteilt, in der ein Zug mit Typ 11 37-mm-Infanteriegeschützen und ein zweiter Zug mit Typ-11-Mörsern ausgerüstet war.
Einige Typ-11-Mörser waren während der Wushe-Rebellion 1930 im vom Kaiserreich Japan besetzten Taiwan im Einsatz. Ebenso wurde er zu Anfang des Zweiten Chinesisch-Japanischen Krieges eingesetzt. Einsätze im Pazifikkrieg waren äußerst selten.
Der von Edgar Brandt überarbeitete Entwurf des Stokes-Mörsers (Mörserrohr mit Zweibein) führte Anfang der 1930er zur Entwicklung modernerer Mörser wie dem Typ 94 90-mm-Infanterie-Mörser, Typ 97 81-mm-Infanterie-Mörser und Typ 97 90-mm-Infanterie-Mörser. Dies hatte zur Folge, dass die Typ-11-Mörser an Truppen der 2. Linie (Reserve- und Besatzungstruppen) abgegeben wurden. Letztendlich wurde der Mörser und das Infanteriegeschütz innerhalb der Feuernahunterstützungs-Kompanien durch das Typ 92 Bataillonsgeschütz ersetzt.
Es wurden zwischen 1922 und 1937 234 Typ-11-Mörser produziert, wobei die Produktion ab 1932 drastisch reduziert wurde. Der Typ 11 hatte einen Spannabzug und eingearbeitete Züge mit unbekanntem Drall. Er war bis zum Kriegsende 1945 im Einsatz.

## Technik

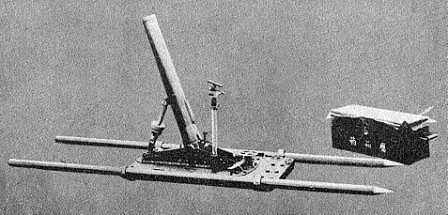
Ein Typ-11-Mörser mit Tragegriffen

Ähnlich wie die ersten Minenwerfer war der Typ 11 auf eine Bodenplatte montiert. Diese war aus Holz gefertigt und hatte eine Länge von 80 cm und eine Breite von 44 cm. Sie war durch Metall verstärkt und hatte seitlich jeweils zwei halbgeöffnete Ösen, die für die Tragestangen vorgesehen waren. So konnte der 63 kg schwere Mörser von vier Mann schnell in eine neue Stellung verlegt werden. Gleichzeitig dienten die Tragestangen als Zielhilfe. Mit Hilfe eines Handrades konnte über ein halbkreisförmiges Zahnrad der Seitenrichtbereich bis zu 23° verändert werden. Über eine längliche Stange, die links hinter dem Fuße des Rohres angebracht war, konnte der Schütze Azimut einstellen, jedoch nicht die Reichweite messen. Um die Reichweite zu verändern musste eine am Einbein unterhalb des Rohres angebrachte Mutter verstellt werden.  Die Munition wurde, wie bei Mörsern üblich, von vorne eingeführt. Der Typ 11 verschoss eine flügel-stabilisierte Munition (HE, Rauch und Vorfeldbeleuchtung) auf eine maximale Reichweite von 1500 Metern.
Technische Daten
- Kaliber: 70 mm
- Geschützlänge: 0,75 m
- Höhenrichtbereich: +37° bis +77°
- Seitenrichtbereich: 23°
- Geschützgewicht: 61 kg
- Geschossgewicht: 2,5 kg
- Mündungsgeschwindigkeit V0 = 147 m/s
- Maximale Reichweite: 1500 m
- Produzierte Anzahl: 234